# Yoon Suk-min
Dans ce nom coréen, le nom de famille, Yoon, précède le nom personnel.
Yoon Suk-min (né le 24 juillet 1986 à Guri en Corée du Sud) est un lanceur droitier des Orioles de Baltimore de la Ligue majeure de baseball.

## Carrière

### International
Il a obtenu la médaille de bronze de baseball lors des Jeux asiatiques de 2006 à Doha et la médaille d'or de baseball lors des Jeux olympiques 2008 à Beijing. Il s'aligne avec l'équipe de Corée du Sud aux Classiques mondiales de baseball de 2009 et 2013. La Corée du Sud perd la finale en 2009 contre le Japon mais Yoon ne joue pas dans cette rencontre.

### Corée
Suk-min Yoon évolue pour les Kia Tigers de Gwangju dans l'Organisation coréenne de baseball (KBO) de 2005 à 2013. En 9 saisons, il remporte 73 victoires contre 59 défaites dans la KBO, où il est principalement lanceur partant. Sa moyenne de points mérités se chiffre à 3,19 en 1 129 manches lancées.
Il est joueur étoile de la KBO en 2008, 2009 et 2011. Cette saison 2011 est considérée sa meilleure : moyenne de points mérités de 2,45, 17 victoires et 5 défaites, 179 retraits sur des prises en 27 matchs,. Il est nommé en 2011 joueur par excellence de la ligue en plus de gagner la triple couronne des lanceurs. Il est le meneur en KBO pour la moyenne de points mérités en 2008 et 2011. En 2011, il mène aussi la ligue pour les retraits sur des prises, les victoires et les matchs complets. En 2011 et 2012, il est le meneur de la ligue pour les blanchissages.
En 2013, il souffre d'une tendinite et évolue d'abord lanceur de relève pour les Tigers. Il maintient une moyenne de points mérités de 3,60 avec 7 sauvetages en 19 apparitions en relève cette année-là. En ajoutant ses matchs joués comme partant, il dispute au total 30 parties et affiche une moyenne de 4 points mérités alloués par match, avec 3 victoires et 6 défaites.

### Ligue majeure de baseball
Le 17 février 2014, Yoon signe un contrat de 5,75 millions de dollars pour 3 ans avec les Orioles de Baltimore de la Ligue majeure de baseball. Yoon, qui a repoussé une offre plus lucrative des Tigers de la KBO, est le premier joueur coréen jamais mis sous contrat par les Orioles.